# Кушнир, Вардан Варданович
Варда́н Варда́нович Кушни́р (22 ноября 1970 — 24 июля 2005, Москва) — руководитель «Центра разговорного английского» (ранее — «Центра американского английского»). Получил известность как организатор крупной спам-рассылки рунета.

## Биография
В 2001 году Кушнир, находившийся тогда во Флориде, вместе с другим жителем Флориды, Майклом Уокером (Michael Walker), использовал спам (или, по меньшей мере, unsolicited email) для рекламы акций их компании Sophim, inc. Им запретили любую рекламу их компании, поскольку ни Sophim не была зарегистрирована на бирже, ни они не были зарегистрированными брокерами.
По некоторым оценкам, количество писем, которые центр рассылал ежедневно на адреса электронной почты, в 2003—2004 доходило до 25 млн, при том что на конец 2004 число постоянных пользователей рунета (так называемая недельная аудитория) не превышало 8 млн человек.
В ноябре 2003 года российский юрист Антон Серго послал официальную жалобу в Антимонопольный Комитет. Антимонопольный Комитет не смог доказать вину Центра американского английского. В течение полугода Кушнир не отзывался на письма Комитета, а затем заявил, что не рассылал никакого спама. Спам с рекламой и телефонами его Центра, заявил Кушнир, рассылают конкуренты с целью опорочить его имя и нанести ущерб бизнесу.
Одновременно пользователи Интернета вели борьбу незаконными и полузаконными методами. Сайт Кушнира подвергался постоянным DDoS-атакам; на досках объявлений в Интернете появлялись соблазнительные объявления (объявления о знакомствах якобы от красивых и доступных девушек, продажа автомобилей и недвижимости по ценам ниже рыночных и т. п.) с телефонами Центра; телефоны Центра получали огромное количество звонков от пользователей, якобы желающих записаться на курсы или получить информацию.
В течение 2004 года интенсивность рассылки спама из языкового центра через электронную почту стала снижаться. «Разговорный английский» почти полностью был вытеснен из публичных почтовых систем и рассылал свою рекламу в основном через интернет-пейджер ICQ.

## Убийство
24 июля 2005 тело Вардана Кушнира было обнаружено на съёмной квартире в центре Москвы, на Садовой-Каретной улице. По данным следствия установлено, что смерть Кушнира наступила от закрытой черепно-мозговой травмы и множественных ушибленных ран головы. Сотрудники уголовного розыска сомневаются, что убийство связано со спамерской деятельностью убитого. В одном из бокалов эксперты нашли следы сильного снотворного, поэтому основной версией является убийство с целью грабежа.
Следствие менее чем через месяц принесло первые результаты: 14 августа 2005 сотрудники московского уголовного розыска задержали группу молодых людей, состоящую из трёх мужчин (17, 18 и 27 лет) и одной 15-летней девушки. По версии следствия задержанные забрались ночью по водосточной трубе в квартиру Кушнира, расположенную на втором этаже, с целью ограбления. При этом один из молодых людей имел при себе бейсбольную биту, которой он оглушил Кушнира, а затем забил его до смерти.
Убийство вызвало широкий резонанс как в прессе, так и в среде сетевого общения. Многие обитатели российского сегмента Интернета откровенно радовались смерти Кушнира, некоторые даже предлагали объявить 24 июля Днём борьбы со спамом. Хотя Кушнир не был единственным российским спамером, в глазах многих он был символом российского спама.